# Ulica Czechosłowacka w Łodzi
Ulica Czechosłowacka w Łodzi – łódzka ulica znajdująca się na terenie osiedla administracyjnego Stoki-Sikawa-Podgórze, nieurzędowego osiedla Podgórze i obszaru SIM Niciarniana na Widzewie, o długości ok. 1,6 km, licząca 76 numerów, krzyżująca się z 16 ulicami, posiadająca status drogi powiatowej.

## Nazewnictwo
Przed II wojną światową odcinek ok. 660 m od ul. Niciarnianej w kierunku wschodnim nosił nazwę ulicy Pogranicznej. W czasie okupacji fragment ten nazywał się Edeltrautstrasse. W 1945 przywrócono stan sprzed wojny. W 1946 ulicę Kwiatową (krzyżującą się z ul. Pograniczną i odchodzącą od niej w kierunku wschodnim) nazwano ul. Gumową. W 1951 nazwę ulicy Pogranicznej przemianowano na ulica Czechosłowacka. W 1967 ulica Czechosłowacka pochłonęła ulicę Gumową. Jednocześnie dotychczasowemu odcinkowi ulicy Czechosłowackiej (od ul. Nowogrodzkiej do byłej ul. Gumowej) przywrócono nazwę ulica Pograniczna. Stan taki zachował się do dziś, mimo iż państwo Czechosłowacja (od którego nazwano ulicę) przestało istnieć.

## Charakterystyka
Jest jedną z głównych ulic Grembachu wyprowadzającą transport w stronę wschodniej części Śródmieścia i Starego Widzewa (do ulic Konstytucyjnej i Niciarnianej). Po Czechosłowackiej kursują autobusy komunikacji miejskiej - linie 54A, 54B, 64A, 64B (pomiędzy ul. Niciarnianą i Edwarda), 58A (tylko od Niciarnianej do CKD UM) i 58B.
Przy ulicy Czechosłowackiej znajdują się m.in.: Zespół Szkół Specjalnych nr 4 (a w nim: Specjalna Szkoła Podstawowa nr 128 i Specjalne Gimnazjum nr 4), Centrum Kliniczno-Dydaktyczne Uniwersytetu Medycznego oraz kilka sklepów i firm usługowych.